# Irving Thalberg
Irving Grant Thalberg (Nova Iorque, 30 de maio de 1899 — Santa Mônica, 14 de setembro de 1936) foi um produtor cinematográfico norte-americano durante os primeiros anos do cinema.

## Primeiros anos
De ascendência germano-judia, nerd avant la lettre, Thalberg foi uma criança fraca e doentia, tendo passado meses longe da escola por conta de males diversos que só fizeram agravar a febre reumática que lhe comprometeu o coração. Médicos asseguraram que não chegaria aos 30 anos de vida, daí ele não se preocupar em cursar uma universidade. Ao invés disso, fez um curso de taquigrafia e conseguiu emprego no comércio.
Em 1918, passou a trabalhar como secretário para um amigo da família, Carl Laemmle, com o salário de 25 dólares semanais. Quando Thalberg começou a refletir sobre a complexa combinação de arte e comércio, artesanato e tecnologia e história e espetáculo, que resultam na realização cinematográfica, Laemmle, fundador da Universal Pictures, percebeu o potencial de seu protegido e o quanto seu talento estava desperdiçado em Nova Iorque. Assim, em 1920, nomeou-o chefe de produção da Universal City, em Hollywood.

## Thalberg na Universal

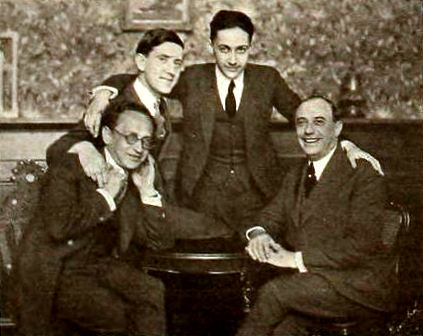
Executivos da Universal City em fotografia de 1920, ano da chegada de Thalberg a Hollywood. Ele é o terceiro, a partir da esquerda.

### O Menino Prodígio
Apesar dos vinte anos apenas, do corpo magro e do rosto inocente que o faziam parecer ainda mais jovem, Thalberg rapidamente ganhou a reputação de administrador competente, duro cobrador de tarefas e juiz intuitivo de material capaz de agradar o público.
Raramente interferia nas filmagens, mas desempenhava papel decisivo na elaboração do roteiro, no[planejamento da pré-produção e, numa fase posterior, na montagem. Chegou a receber um crédito (como I. R. Irving) pelo argumento de The Dangerous Little Demon (1921). A propósito, seu nome jamais apareceu na tela, exceto por uma dedicatória em The Good Earth (1937), por ocasião de sua morte. Modesto e seguro de si, costumava dizer "se você pode se dar crédito, é porque não precisa de crédito".
Logo, toda Hollywood começou a chamá-lo de "The Boy Wonder" (O Menino Prodígio).

### Os atritos com Stroheim
Seu conceito aumentou ainda mais quando confrontou Erich von Stroheim, que vinha de dois enormes sucessos no estúdio -- Bind Husbands (1918) e The Devil's Pass Key (1919). Quando Thalberg chegou, Stroheim preparava seu terceiro filme, bem ao seu estilo esbanjador: esbanjava tempo, estoque de filmes, recursos e dinheiro. Os cenários de Foolish Wives deveriam incluir, por exemplo, uma cópia em tamanho natural de uma rua de Monte Carlo, construída no próprio estúdio, apesar das locações acontecerem na península de Monterey. Thalberg queria cortar todo o desperdício e, antes das filmagens começarem, marcou várias reuniões para tratar do cronograma e do orçamento. Como Stroheim não aparecia, ele simplesmente suspendeu o projeto. Carl Laemmle, entretanto, apesar de apoiá-lo, era muito condescendente com o diretor, de forma que este e sua equipe seguiram para Monterey e deram andamento à produção.
Para horror de Thalberg, Stroheim voltou ao estúdio no final de 1921 com 320 rolos de celuloide, isto é, cinquenta horas de material filmado! Depois de cortar 20 desses rolos, o diretor montou um filme de mais de três horas, que ele insistia fosse exibido em duas partes. Thalberg duvidava que o público aprovasse a empreitada e mandou Stroheim fazer novos cortes. Como este recusasse, Thalberg comandou ele mesmo o trabalho na sala de edição. Finalmente, Foolish Wives, ao custo de mais de um milhão de dólares (cinco vezes mais que todos os cinco faroestes rodados por John Ford naquele ano), foi lançado com a duração normal de um longa-metragem e rendeu boa bilheteria. Enquanto Stroheim queixava-se de que sua obra havia sido mutilada, Thalberg lamentava a perda de tempo, dinheiro e recursos.
Àquela altura, Laemmle ratificava todas as decisões do "Menino Prodígio" e assim que Stroheim iniciou Merry-Go-Round, seu filme seguinte, várias condições foram impostas: as filmagens seriam feitas no estúdio, sob a supervisão pessoal de Thalberg; Stroheim dirigiria, mas não poderia interpretar nenhum papel, como gostava de fazer; finalmente, apesar de ser dono da ideia, o roteiro seria escrito por Harvey Gates, prata da casa. Ante tantas restrições, aconteceu o previsto—o diretor abandonou não só o projeto, mas também a Universal. O filme foi lançado em 1923, sob a direção de Rupert Julian.

### O adeus à Universal

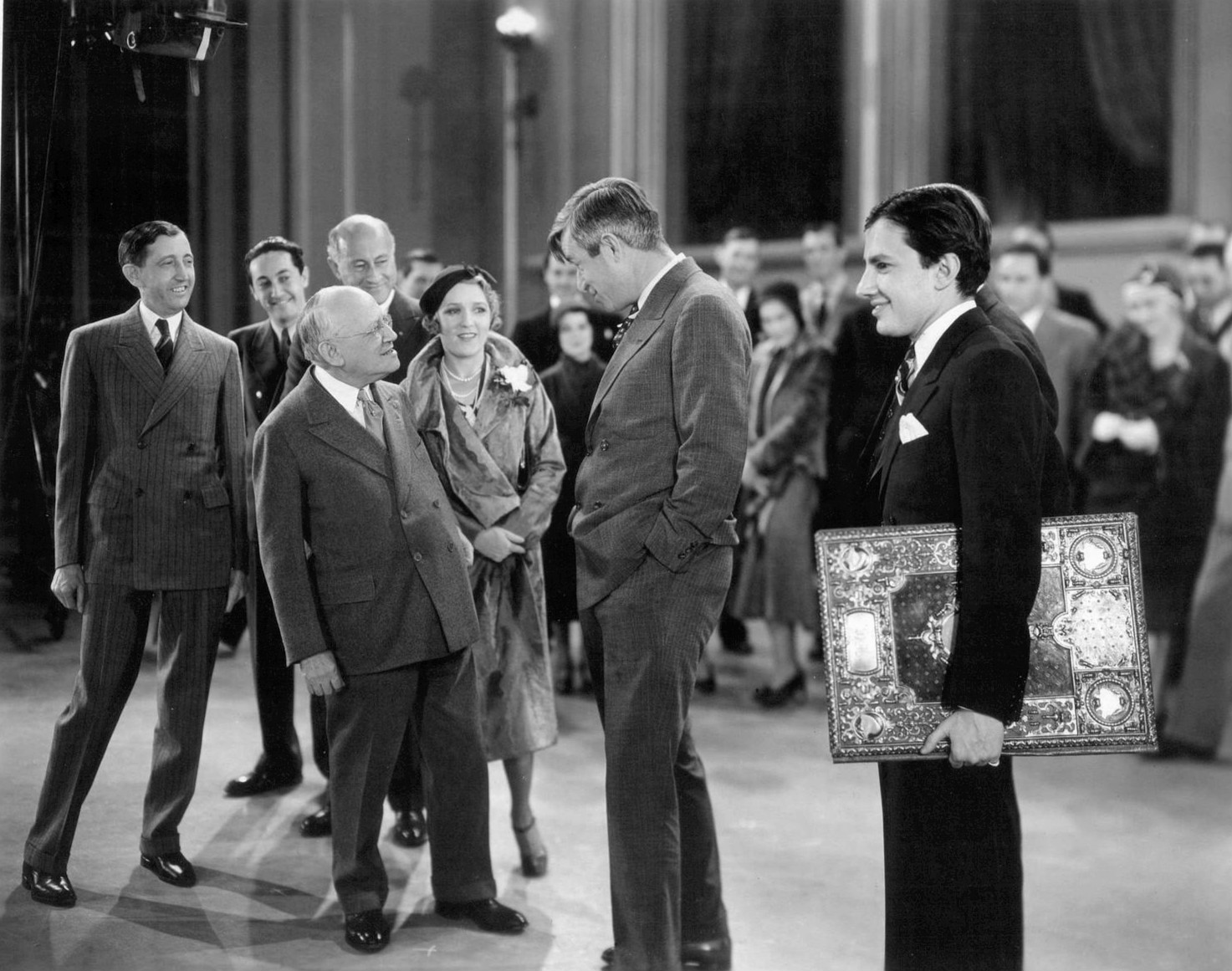
Foto de 1931 mostra a comemoração dos 25 anos de Carl Laemmle (primeiro à esquerda, frente) nas lides cinematográficas. A essa altura, Irving Thalberg (segundo da esquerda para a direita, atrás) já estava longe da Universal.

Divergências entre Thalberg e Laemmle não demoraram a surgir. Para Laemmle, o estúdio deveria ater-se a curtas, cinejornais, seriados e modestos longas. Thalberg, ao contrário, achava que a Universal precisava voltar a ter salas exibidoras, negócio abandonado anos antes, para completar o tripé produção + distribuição + exibição, única forma de competir com as concorrentes já "verticalmente integradas". Além disso, era necessário investir em longas de qualidade, com nomes que atraíssem bilheteria. Em sua opinião, a resistência de Laemmle em adquirir salas e contratar grandes estrelas fatalmente relegaria o estúdio a uma posição inferior em relação à Paramount, à Fox e à First National, as grandes da época.
O tempo mostrou que Thalberg estava certo. Entre a década de 1930 e a década de 1950, quando vigorou o chamado "sistema de estúdios", tanto a Universal, quanto a Columbia e a United Artists integravam a segunda divisão de Hollywood, principalmente por não possuírem cinemas (ou possuírem poucos). Assim, ao contrário da MGM, Paramount, 20th Century Fox, Warner Bros. e RKO—as "Big Five" --, eles não tinham como assegurar boas datas para desaguar seus produtos, e precisavam negociar horários alternativos ou entender-se com exibidores independentes.
As tensas relações com Laemmle não impediram Thalberg de lançar-se à produção de The Hunchback of Notre Dame, adaptação luxuosa do clássico romance de Victor Hugo. Exemplo de extravagância submetida à disciplina, o filme se destacava pela riqueza dos cenários, um dos quais reproduzia a Catedral de Notre-Dame no estúdio. Completadas as filmagens, Thalberg não gostou do resultado e, sem pedir autorização a Laemmle, mandou refazer as cenas de multidão. Laemmle ficou agastado, pois, em sua visão, Thalberg havia dispendido dinheiro e recursos extras sem aprovação e criado o problema de estar com uma produção de prestígio que teria de competir com os grandes lançamentos da época se quisesse obter retorno financeiro.
Divergências de outra natureza azedavam o relacionamento entre os dois. Thalberg queria celebrar um contrato de longo prazo, ter participação na companhia—talvez, quem sabe, até, sociedade—e direito de adquirir ações a preços especiais. Ante a negativa de Laemmle, que ofereceu apenas um pequeno aumento no salário, Thalberg saiu à procura de novo emprego. Pouco depois assinava com Louis B. Mayer, que fundara um pequeno estúdio especializado em filmes de qualidade. Desse modo, Thalberg deixou a Universal em fevereiro de 1923 para tornar-se o vice-presidente e assistente de produção da Louis B. Mayer Pictures Corporation, recebendo seiscentos dólares por semana.
Do alto de suas novas instalações, ele pôde acompanhar o triunfo de The Hunchback of Notre Dame, aclamado pelo público e pela crítica. Foi o  maior sucesso da Universal em 1923 e alçou seu protagonista, Lon Chaney, à condição de astro.

## Thalberg na MGM

### A divisão das tarefas
Em abril de 1924, a companhia de Mayer fundiu-se com a Metro Pictures, de Marcus Loew, e a Goldwyn Pictures, que possuía a maior sala de cinema do mundo, o Capitol Theater, com 4 500 lugares, na Times Square. Estava formada a Metro-Goldwyn-Mayer, ou simplesmente MGM, que haveria de se tornar o estúdio mais icônico da história do cinema. Enquanto Mayer foi nomeado diretor geral, Thalberg ficou como supervisor de produção, com salário de 650 dólares semanais e uma participação nos lucros.
Thalberg refinou o sistema de delegação de responsabilidades, que se tornou um modelo de gerenciamento para os demais estúdios. Enquanto Mayer lidava com as veleidades dos astros, saía à caça de novos talentos, recebia visitas importantes e fazia grandes discursos, ele, avesso à publicidade e desconhecido do público, ficava com os filmes.
Disciplinado e eficiente, com sensibilidade para identificar o potencial dos argumentos e o critério de qualidade do público, Thalberg foi trazendo para si, pouco a pouco, tarefas até então tradicionalmente atribuídas aos diretores. Deste modo, não seria mais responsabilidade deles orquestrar todo o processo de produção, desde a concepção e o desenvolvimento dos roteiros, até a edição e o lançamento.

### "Os filmes não são feitos, são refeitos"
Ele tinha junto de si um grupo de assistentes, para quem entregava cada projeto. Os assistentes trabalhavam com os roteiristas e acompanhavam as filmagens. Thalberg, que acreditava que "os filmes não são feitos, são refeitos", tinha o maior interesse em sessões prévias, remontando e mesmo refilmando partes da história, até que a reação da plateia o deixasse satisfeito. Essas sessões e prévias ("sneak preview", em inglês) eram realizadas com pessoas pouco sofisticadas em pequenas comunidades. Contudo, esse processo de prévias e refilmagens era dispendioso, e não foi seguido por nenhum outro estúdio. A MGM acabou conhecida como "o vale das refilmagens" por causa desse modelo de pós-produção empregado por seu supervisor. Essa maneira de trabalhar, que ganhou força no início dos anos 1930, era disciplinada, porém não econômica, apesar de resultar em filmes de qualidade e sucesso. Sob muitos aspectos, era até menos eficiente e sistemática do que a da concorrência. Mas Thalberg estava convencido de que sua estratégia, a longo prazo, se mostraria compensadora.
Todavia, nem todos aceitavam passivamente sua autoridade e os maiores conflitos que ele travou, envolvendo realizadores, aconteceram com um velho conhecido: Erich von Stroheim.
Ao deixar a Universal, Stroheim refugiou-se na Goldwyn Pictures—pouco antes da fusão --, para desenvolver Greed, sua adaptação hiper-realista do romance McTeague, de Frank Norris. O projeto foi um dos primeiros a cair nas mãos de Thalberg, exatos 42 rolos de filme que demandariam seteoras para serem vistos. Thalberg pouco acreditava na viabilidade comercial de uma sombria história sobre luxúria e cobiça, mas esperava pelo menos recuperar parte dos 470 000 dólares aplicados e, de quebra, aumentar o prestígio da MGM. Após reduzir o filme para 24 rolos, Stroheim recusou-se a "cometer mais uma carnificina" naquela que ele considerava sua obra-prima. Thalberg, então, mandou um diretor do estúdio -- Rex Ingram—efetuar novos cortes, mas ainda assim achou que as três horas resultantes eram demais para um espetáculo tão soturno. Daí, ao lado de diversos montadores e roteiristas, ele trabalhou no material e reduziu a metragem para 140 minutos. Lançada afinal em dezembro de 1924, a película fracassou nas bilheterias.
Apesar desses problemas, Thalberg concordou com o novo projeto de Stroheim, The Merry Widow, uma adaptação da popular opereta de Franz Lehár. Stroheim seria o roteirista e diretor, mas não ator. Ainda que o roteiro estivesse indo bem, novos atritos surgiram com relação ao elenco, orçamento e figurinos. Mais choques surgiram durante as filmagens e quando tudo ficou pronto, Stroheim, tempestuoso, exagerado e perdulário, mas indiscutivelmente genial, deixou a MGM para sempre.

### A consolidação do método Thalberg

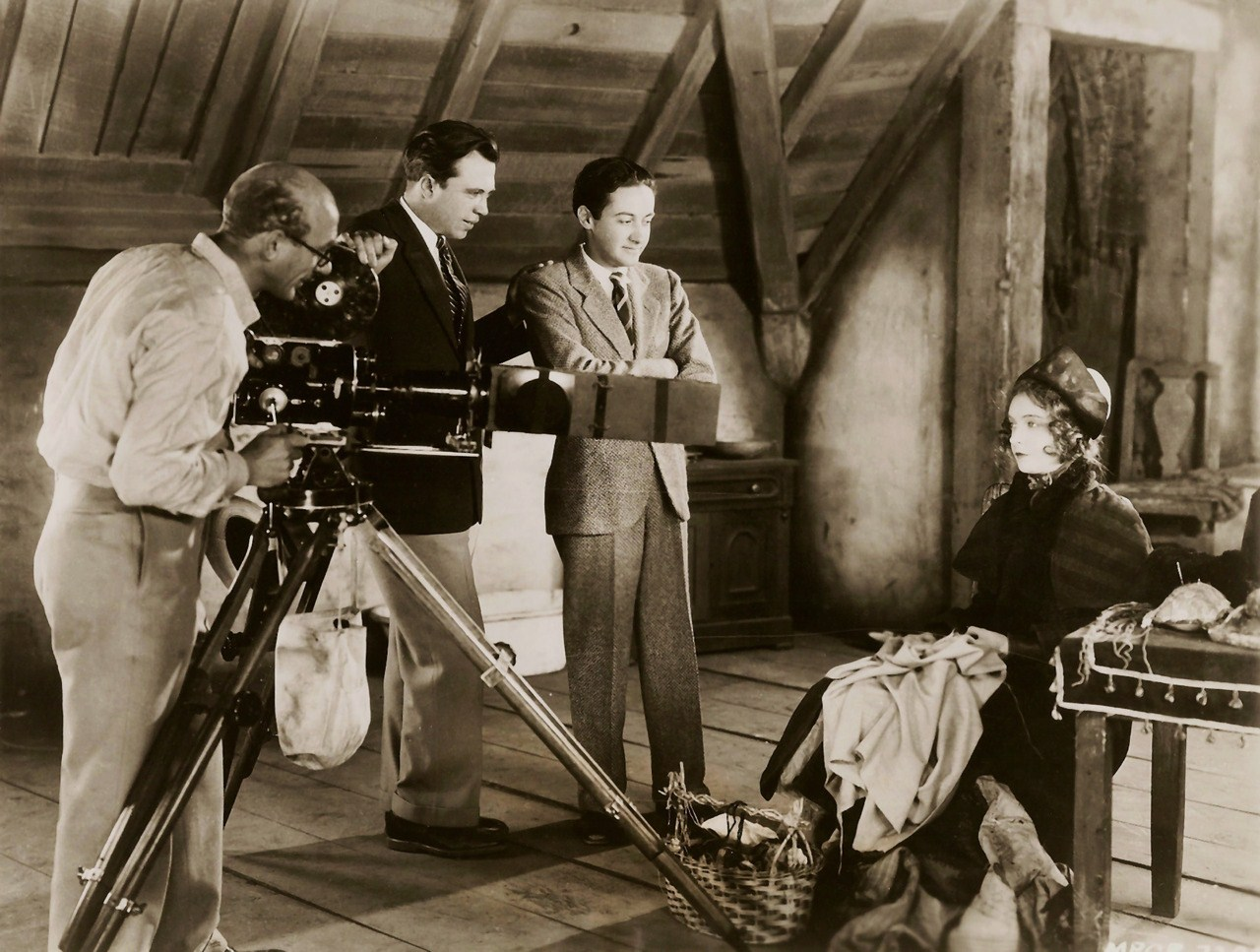
Hendrik Sartov (diretor de fotografia), King Vidor (diretor), Irving Thalberg (produtor) e Lillian Gish no set de filmagem de La Bohéme (1926).

Um bom exemplo de como funcionava a cabeça de Thalberg é The Big Parade, produção de 1925, quando seu método de trabalho já estava estabilizado. Ambientado na Primeira Guerra Mundial, The Big Parade consagrou John Gilbert como a primeira estrela surgida na MGM e King Vidor como o grande cineasta do final da era muda. A maior parte das filmagens aconteceu no estúdio, mas Thalberg enviou uma segunda unidade ao Forte Sam Houston, em San Antonio, para as cenas de movimentação das tropas.
Após assistir a primeira edição, de Vidor, e a reação da plateia nas sessões prévias, ele sentiu que o filme poderia ser um grande sucesso—desde que as cenas de multidão fossem refeitas. Com a concordância de Mayer, ele mandou Vidor filmar muitas cenas de batalhas. Em seguida, o diretor teve de voltar ao Texas para refazer a sequência (hoje clássica), em que aparece uma coluna  de 3000 homens e centenas de caminhões e aviões, que se estende a perder de vista no horizonte. Enquanto Vidor estava fora, Thalberg escalou George Hill para filmar cenas noturnas de batalha, que foram depois incorporadas à versão final.
Ao fim e ao cabo, os custos de The Big Parade alcançaram 245 mil dólares, valor correspondente a um filme de primeira classe, naquela época. Lançado em novembro, foi recebido com entusiasmo tanto pelo público quanto pela crítica. Sua arrecadação total teria chegado a cinco milhões de dólares, valor igualado no cinema mudo apenas por Ben Hur, último projeto da Metro Pictures antes da fusão e que também foi distribuído pela MGM, no mês seguinte. Esse sucesso confirmou um dos princípios básicos de Thalberg, o de que a primeira edição de um filme nada mais é que o material bruto, com que se chega ao produto final. As apresentações prévias é que determinariam se um filme precisava ser mais lapidado ou não.
Na renegociação dos contratos do chamado "pessoal de Mayer", seu salário foi o que mais teve aumento: passou de seiscentos e cinquenta para dois mil dólares por semana.
Em 1927, Thalberg desposou Norma Shearer, uma das principais estrelas do estúdio, que lhe daria dois filhos.
Por essa época, seu sistema centralizado era visto como modelo de eficiência, produtividade e controle de qualidade e era imitado por outros estúdios. A despeito da saúde fraca, supervisionava pessoalmente os projetos principais, desde a origem até o lançamento. Escravo do trabalho, ele podia, no entanto, contar com o auxílio dos assistentes e de uma equipe de executivos, entre eles David O. Selznick, que aportara na MGM no ano anterior.

### Fissuras e mágoas

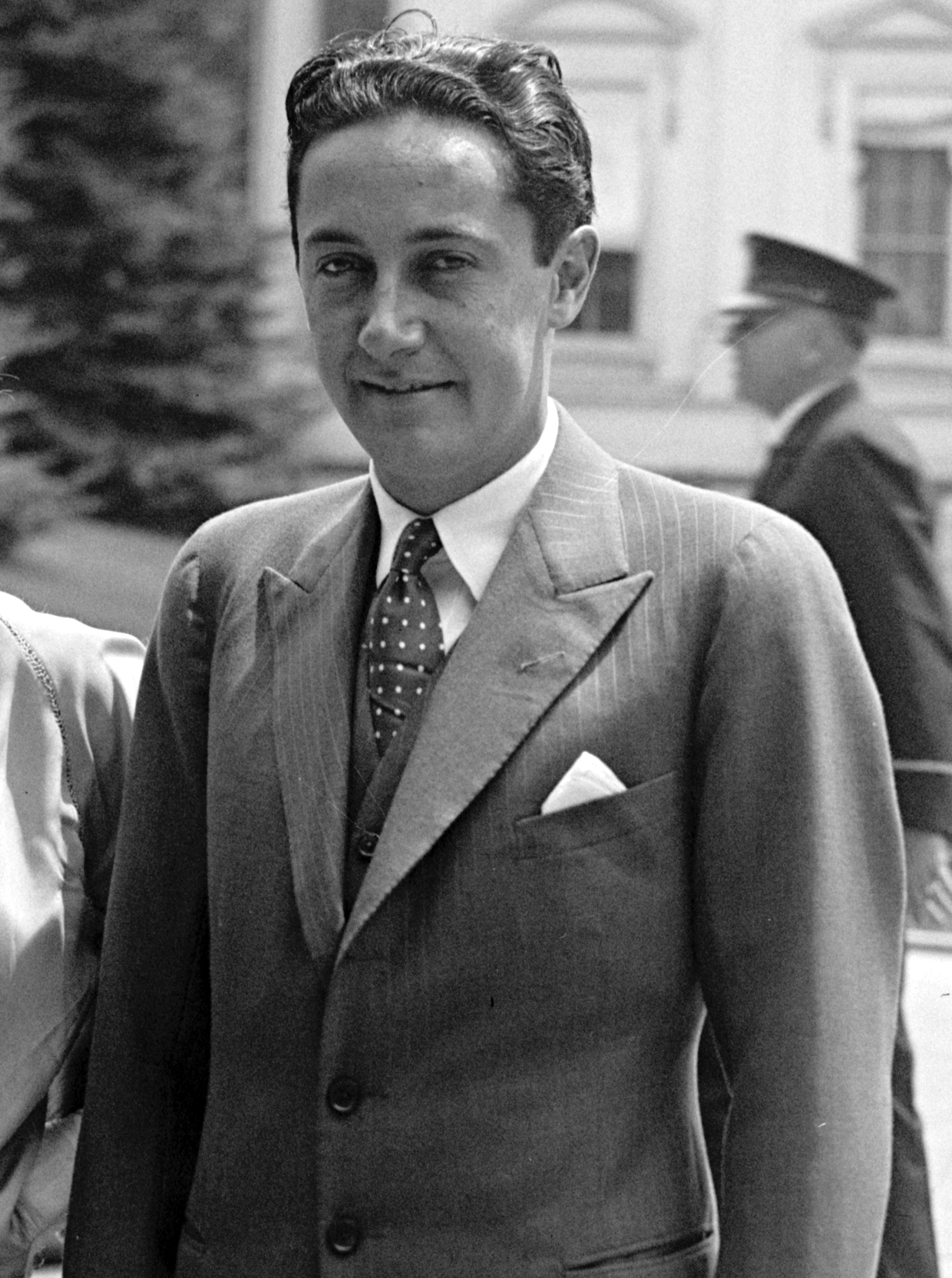
Thalberg em 1929. Produtor executivo na indústria de filmes antes que o termo fosse inventado, Thalberg foi melhor na função do que todos que o seguiram e é de se duvidar que um dia seja igualado.

Sob o comando de Mayer e Thalberg, a MGM prosperou rapidamente. No início dos anos 1930, tornou-se a fábrica de filmes mais prestigiada e glamurosa de Hollywood, com "mais estrelas do que as que existem nos céus". O entendimento entre os dois parecia perfeito. Ambos adquiriram terrenos e construíram belas casas na mesma praia. Em 1930, Mayer diminuiu sua participação nos lucros para 43% e aumentou a de Thalberg para 30%. Entretanto, o relacionamento entre ambos começou a esfriar. Mayer chegava a ficar longe de Culver City semanas, até meses, seguidos. Isso não chegou a afetar as operações do estúdio, que era tocado por Thalberg e Eddie Mannix. Mannix administrava o dia a dia, enquanto Thalberg se desdobrava em reuniões de roteiro e sessões de montagem.
Thalberg, por outro lado, tinha consciência de seu valor e não estava satisfeito com seu contrato, que vencia em abril de 1932. Era a época do lançamento de Grand Hotel, que alcançou um estrondoso sucesso e é talvez a produção mais emblemática de sua passagem pela MGM. Acabaram por oferecer-lhe uma participação maior nos lucros—outra vez—, às custas—outra vez—de Mayer. Ambos passaram a ficar com 36,5%, o que, se satisfez Thalberg, só fez aumentar o ressentimento de Mayer. Mas, apesar de melhoras na saúde, principalmente depois que ele e Norma Shearer passaram a fazer viagens periódicas à Europa, Thalberg teve uma crise emocional após o dolorido suicídio de um de seus assistentes, Paul Bern, casado com Jean Harlow. Thalberg chorou no funeral e, logo depois, comunicou a Mayer a intenção de reduzir sua jornada de trabalho no estúdio. Pensou até em afastar-se por um ano ou deixar a MGM de vez. Novamente, tentaram aplacá-lo com dinheiro: ofereceram-lhe a opção de adquirir cem mil ações da companhia.
Mayer e Nick Schenck, companheiro de mesmo nível que trabalhava em Nova Iorque, a quem foram oferecidas opções menos vantajosas, perguntavam-se de até quanto teriam de abrir mão para satisfazer o "Menino Prodígio". Eles começaram a pensar em contratar outros produtores para contrabalançar o poder de Thalberg, em torno de quem, àquela altura, girava toda a MGM. Sua lenda ultrapassara o mundo do cinema, no que muito ajudou a edição de dezembro da Fortune. Das páginas da revista emergia um Thalberg reverenciado por toda a comunidade cinematográfica, responsável pelos melhores filmes dos Estados Unidos nos últimos cinco anos e chamado de gênio por toda Hollywood. Thalberg não ligava para nada disso, porém Schenck e Mayer, cada vez mais magoados, sim. Os dois, então, decidiram de comum acordo, reformular toda a estrutura do estúdio após os feriados de Natal. Tiveram uma ajuda inesperada quando, na noite de Ano-Novo, Thalberg sofreu um forte ataque cardíaco e foi tratar-se na Europa. Ao retornar, meses mais tarde, percebeu que muito de sua autoridade virara fumaça.

### O ocaso
O sistema centralizado de produção que Thalberg colocou em prática e que foi seguido por Darryl F. Zanuck na Fox  e Jesse Lasky, na Paramount, entre outros, perdeu força à medida que se adentrava nos anos 1930. Juntamente com o diretor-geral, o produtor levantava recursos, supervisionava a produção e moldava as políticas, os procedimentos e o estilo do estúdio. Contudo, após cada estúdio solidificar seu processo de produção, este produtor central já não era tão necessário. Além disso, eles representavam um potencial perigo ao poder dos executivos dos escalões superiores. Deste modo, suas funções foram aos poucos sendo esvaziadas e pulverizadas entre as "unidades de produção". Mudanças como esta, além de várias regulamentações federais que fortaleceram os estúdios, conduziram ao início da era de ouro de Hollywood, cuja plenitude foi alcançada no final da década.
Na MGM, Mayer e Schenck, ansiosos para reafirmar seu controle sobre o estúdio, aproveitaram os problemas de saúde de Thalberg para diminuir sua autoridade. A ideia era manter o sistema de supervisão, porém sem a figura do produtor central. Afinal, os próprios assistentes de Thalberg, bem treinados e com larga experiência, dariam conta de manter as coisas em funcionamento. Além disso, contratariam outros grandes produtores para os grandes projetos. A Thalberg seriam oferecidos empreendimentos de prestígio, mas ele nunca mais centralizaria a produção.
Thalberg voltou em julho de 1933 e parecia ter aceitado bem as mudanças. Seu novo papel, dentro de uma recém-criada unidade de produção, permitia-lhe reduzir a carga de trabalho. Também gostou de cuidar apenas de uns poucos filmes de alta qualidade. Entretanto, seus antigos assistentes e produtores de segunda linha vinham sempre pedir seus conselhos. Com isso, a MGM acabou com um sistema híbrido de produção centralizada e unidade de produção: os grandes produtores que contratara—David O. Selznick, Walter Wanger e Hunt Stromberg—atuavam de forma independente e Thalberg, a contragosto de Mayer, continuava a exercer certa influência sobre os projetos menores.

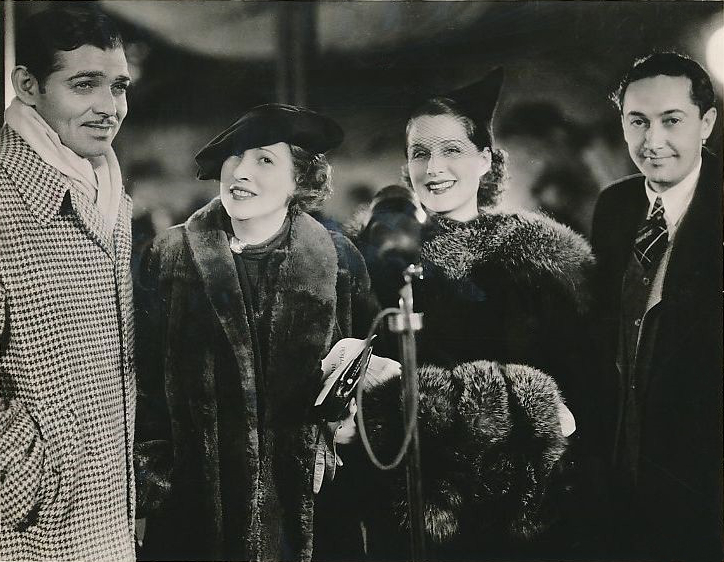
Clark Gable, Maria Langham, Norma Shearer e Irving Thalberg na triagem da produção da MGM, David Copperfield.

Quando Selznick demitiu-se em 1935 para criar sua própria companhia, Thalberg começou a pensar em fazer o mesmo. No início de 1936, procurou Nick Schenck e propôs a criação de uma companhia à parte da MGM, mas que utilizasse seus recursos, inclusive de pessoal. Quando soube, Mayer foi contra a ideia, pois os filmes de Thalberg, apesar de seu poder de decisão ter sido reduzido, continuavam a ser essenciais para o estúdio. Thalberg não gostou da interferência de Mayer, o que só aumentou sua vontade de voar com as próprias asas. Pelo menos obteve de Schenck  autorização para produzir The Good Earth, baseado no romance de Pearl S. Buck. Este era um de seus muitos projetos arriscados que acabavam dando certo, como o renascimento artístico dos Irmãos Marx em A Night at the Opera. Em sua agenda, constavam ainda o filme seguinte do grupo, A Day at the Races, e Camille, projeto importante e de baixo risco, baseado no romance A Dama das Camélias, de Alexandre Dumas Filho, estrelado por Greta Garbo e Robert Taylor.

## O fim

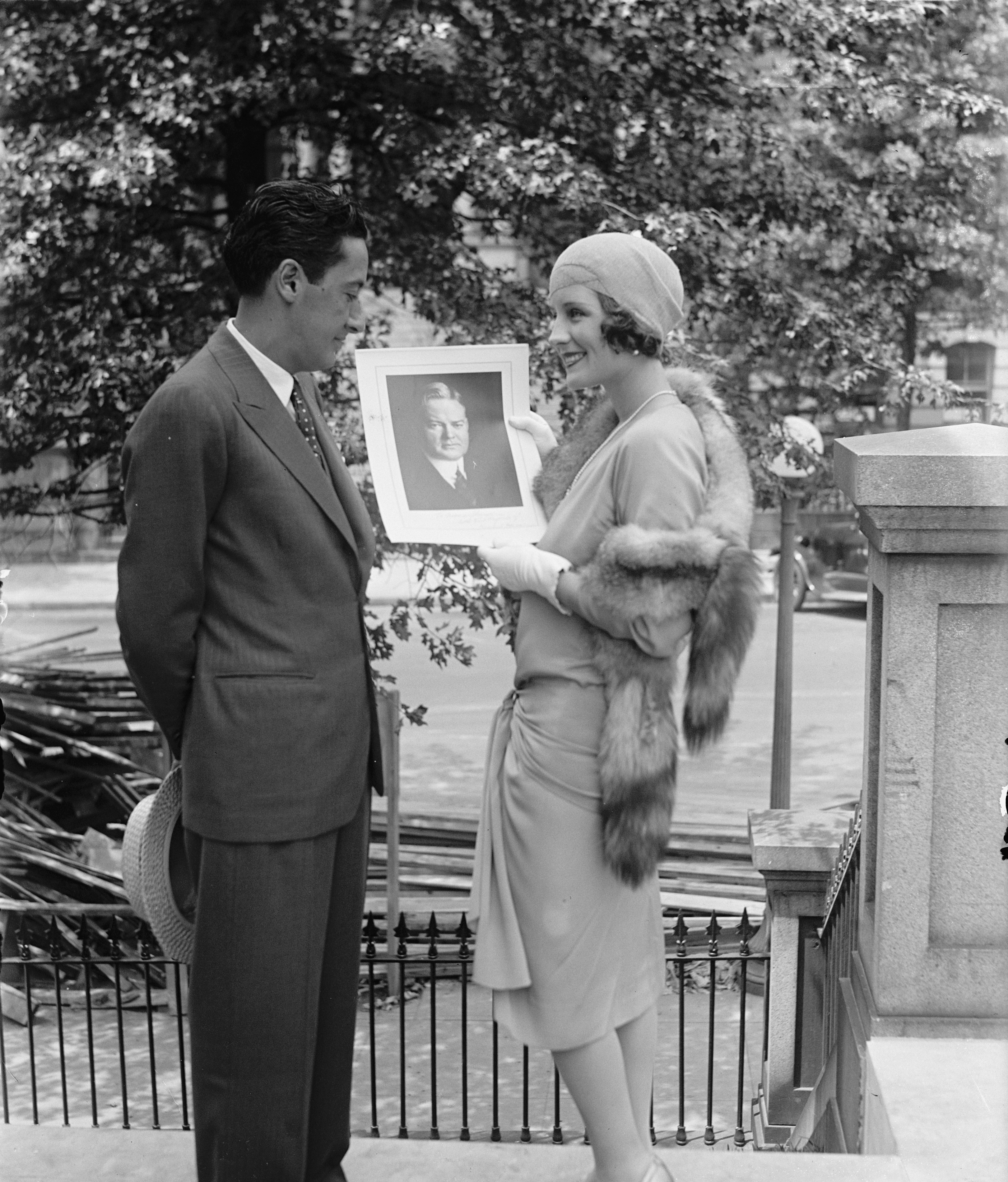
Thalberg e Norma Shearer em 1929. Quando se conheceram, ela pensou que o todo-poderoso boy wonder da MGM fosse o office-boy...

Desapontado com o fracasso comercial de Romeo and Juliet, adaptação da peça de Shakespeare que sofrera longas refilmagens e diversas prévias, todas inúteis, Thalberg resolveu tirar uma licença em fins de agosto. Àquela altura, Romeo and Juliet tinha proporcionado a ele uma das poucas chances de trabalhar com a esposa, Norma Shearer, que, com duas crianças para cuidar, pensava em abandonar o cinema.
Para esquecer tudo isso, o casal e diversos amigos do meio cinematográfico abalaram para Monterey, onde passaram grande parte do tempo jogando bridge, antiga paixão de Thalberg. Jogavam até tarde e o ar fresco acabou por deixá-lo resfriado. De volta a Hollywood, seu estado piorou a ponto de contrair pneumonia. Franzino e de coração eternamente fraco, Thalberg não resistiu à doença e em 14 de setembro de 1936, com apenas 37 anos de idade, faleceu em casa, enquanto dormia.
Sua morte abalou toda a indústria cinematográfica. Com ele, encerrava-se uma era e Hollywood perdia mais que um gênio: perdia quem primeiro entendera o tênue equilíbrio entre arte e comércio, quem estabelecera a equação completa do cinema, quem desenvolveu um estilo administrativo eficiente e flexível, disciplinado sem ser desumano, extravagante mas não esbanjador.
Toda Hollywood parou por cinco minutos à hora do enterro e a MGM fechou as portas naquele dia. Decidiu-se que The Good Earth, seu último projeto, traria uma singela dedicatória: "Em memória de Irving Thalberg". Pela primeira e única vez seu nome apareceria num filme da MGM desde sua fundação. Thalberg moldara a MGM e embora o estúdio continuasse com invejável sucesso por mais alguns anos, ele nunca mais seria o mesmo.
F. Scott Fitzgerald prestou-lhe homenagem ao tomá-lo como modelo para o protagonista de The Love of the Last Tycoon, seu romance inacabado, publicado postumamente em 1941.
Entre os muitos epitáfios e pronunciamentos por ocasião de sua morte, talvez o mais apropriado tenha sido aquele saído da boca de um personagem de Grand Hotel, que Thalberg fizera questão de incluir na montagem final: "Não importa ter uma vida longa, mas sim aproveitá-la ao máximo, vivê-la intensamente até o último instante".

## Os Dez Mandamentos para o Leitor do Estúdio
Thalberg levava argumentos e roteiros tão a sério, que elaborou uma lista com os dez mandamentos a serem seguidos pelos leitores da MGM ao procurarem textos que poderiam ser aproveitados para futuras produções:
1. O mais importante é conseguir boas ideias. Você as encontrará sob toneladas de sugestões medíocres.
2. Leia pelo menos dois jornais por dia. Assuntos oportunos vendem melhor o roteiro.
3. Analise o material de acordo com os artistas que trabalham na companhia.
4. Lembre-se de que trabalhamos com um veículo de comunicação visual.
5. Esteja atento aos livros que o público vem lendo.
6. Assista a pelo menos dois longas-metragens por semana, um desta companhia, outro de uma concorrente.
7. Tudo mais é secundário quando se trata de encontrar uma situação dramática forte, (...) um conflito interessante entre as personagens principais.
8. Mostre sua capacidade criativa, enviando-nos argumentos próprios.
9. Aprenda bem uma língua estrangeira. A procura de bons argumentos é tão grande que o material disponível em inglês há muito já é insuficiente.
10. Acima de tudo, exercite sua percepção para a verosimilhança do argumento. O cinema falado fez com que o público se tornasse muito sensível aos aspectos falsos do enredo.[2]

## Irving G. Thalberg Memorial Award
Para homenagear o homem que tanta influência exerceu no processo criativo da sétima arte, a Academia de Artes e Ciências Cinematográficas criou, em 1937, o prêmio Irving G. Thalberg. Com votos dados somente pelo seu Conselho Diretor, o prêmio destina-se a "produtores criativos, cujo trabalho reflita alta qualidade na produção cinematográfica, comparável ao daquele que lhe dá nome".
Inicialmente, não havia regras quanto a quantidade de troféus que uma personalidade poderia receber. Porém, a partir de 1962, o Conselho decidiu que ninguém poderia ser laureado mais de uma vez.
O prêmio consiste em um busto de Irving Thalberg, cujo design foi modificado pela terceira vez em 1967 pelo escultor Gualberto Rocchi. Seu peso gira em torno de três quilos e meio. A estatueta é entregue durante a cerimônia do Oscar, mas não é concedida todos os anos.

## Filmografia parcial
Segue-se uma relação dos principais filmes entre os seiscentos que Irving Thalberg produziu, além de ter interferido no roteiro ou edição e até refilmado cenas ou sequências.
(1) denota uma produção da Universal Pictures. As demais são da Metro-Goldwyn-Mayer.
| Ano  | Título                               | Diretor             |
| ---- | ------------------------------------ | ------------------- |
| 1922 | Foolish Wives (1)                    | Erich von Stroheim  |
| 1923 | Merry-Go-Round (1)                   | Rupert Julian       |
| 1923 | The Hunchback of Notre Dame (1)      | Wallace Worsley     |
| 1924 | He Who Gets Slapped                  | Victor Sjöström     |
| 1924 | Greed                                | Erich von Stroheim  |
| 1925 | The Merry Widow                      | Erich von Stroheim  |
| 1925 | The Tower of Lies                    | Victor Sjöström     |
| 1925 | The Big Parade                       | King Vidor          |
| 1925 | The Unholy Three                     | Tod Browning        |
| 1925 | Ben Hur: A Tale of the Christ        | Fred Niblo          |
| 1926 | La Bohème                            | King Vidor          |
| 1926 | The Road to Mandalay                 | Tod Browning        |
| 1926 | The Temptress                        | Fred Niblo          |
| 1926 | Flesh and the Devil                  | Clarence Brown      |
| 1927 | The Student Prince in Old Heidelberg | Ernst Lubitsch      |
| 1928 | The Crowd                            | King Vidor          |
| 1928 | Show People                          | King Vidor          |
| 1929 | The Broadway Melody                  | Harry Beaumont      |
| 1929 | Hallelujah                           | King Vidor          |
| 1929 | The Kiss                             | Jacques Feyder      |
| 1929 | The Last of Mrs. Cheyney             | Sidney Franklin     |
| 1930 | Anna Christie                        | Clarence Brown      |
| 1930 | The Divorcee                         | Robert Z. Leonard   |
| 1930 | The Big House                        | George Hill         |
| 1931 | Inspiration                          | Clarence Brown      |
| 1931 | Trader Horn                          | W. S. Van Dyke      |
| 1931 | A Free Soul                          | Clarence Brown      |
| 1931 | The Sin of Madelon Claudet           | Edgar Selwyn        |
| 1931 | The Guardsman                        | Sidney Franklin     |
| 1931 | The Champ                            | King Vidor          |
| 1931 | Possessed                            | Clarence Brown      |
| 1931 | Private Lives                        | Sidney Franlin      |
| 1931 | Mata Hari                            | George Fitzmaurice  |
| 1932 | Freaks                               | Tod Browning        |
| 1932 | Tarzan, the Ape Man                  | W. S. Van Dyke      |
| 1932 | Grand Hotel                          | Edmund Goulding     |
| 1932 | Letty Lynton                         | Clarence Brown      |
| 1932 | As You Desire Me                     | George Fitzmaurice  |
| 1932 | Red-Headed Woman                     | Jack Conway         |
| 1932 | Strange Interlude                    | Robert Z. Leonard   |
| 1932 | Smilin' Through                      | Sidney Franklin     |
| 1932 | Red Dust                             | Victor Fleming      |
| 1932 | Rasputin and the Empress             | Richard Boleslawski |
| 1933 | Eskimo                               | W. S. Van Dyke      |
| 1934 | Riptide                              | Edmund Goulding     |
| 1934 | The Barretts of Wimpole Street       | Sidney Franklin     |
| 1934 | The Merry Widow                      | Ernst Lubitsch      |
| 1934 | What Every Woman Knows               | Gregory La Cava     |
| 1935 | China Seas                           | Gay Tarnett         |
| 1935 | A Night at the Opera                 | Sam Wood            |
| 1935 | Mutiny on the Bounty                 | Frank Lloyd         |
| 1936 | Romeo and Juliet                     | George Cukor        |
| 1936 | Camille                              | George Cukor        |
| 1937 | The Good Earth                       | Sidney Franklin     |
| 1937 | Maytime                              | Robert Z. Leonard   |
| 1937 | A Day at the Races                   | Sam Wood            |
| 1938 | Marie Antoinette                     | W. S. Van Dyke      |